# CS Știința Bacău (handball)
Ne pas confondre avec le club de handball masculin du CS Știința Municipal Dedeman Bacău. Pour les autres clubs sportifs, voir Ştiinţa Bacău
Le CS Știința Bacău (Clubul Sportiv Știința Bacău) est un club féminin de handball basé à Bacău en Roumanie.

## Palmarès
Compétitions internationales
- Coupe d'Europe des vainqueurs de coupe
  - vainqueur (1) en 1989
- Coupe des clubs champions
  - finaliste (1) en 1986

Compétitions nationales
- Championnat de Roumanie
  - Vainqueur (9) en 1979, 1980, 1982, 1983, 1984, 1985, 1986, 1987 et 1992
  - Deuxième (4) en 1981, 1988, 1990, 1991
- Coupe de Roumanie
  - Vainqueur (5) en 1980, 1982, 1983, 1986, 1989
  - finaliste (4) en 1985, 1987, 1988, 1990

## Joueuses emblématiques
Parmi les joueuses ayant évolué au club, on trouve :
- Elena Ciubotaru (es)
- Lidia Drăgănescu (Butnărașu) (en)
- Narcisa Lecușanu
- Mariana Târcă (ro)
- Maria Török (ro)